# Alpinia densibracteata
Alpinia densibracteata là một loài thực vật có hoa trong họ Gừng. Loài này được T.L.Wu & S.J.Chen mô tả khoa học đầu tiên năm 1978.